# Фигурное катание на зимних Олимпийских играх 2010 — одиночное катание (мужчины)

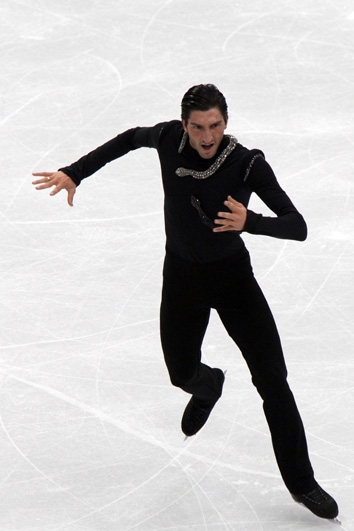
Выступление Эвана Лайсачека

Соревнования по одиночному фигурному катанию среди мужчин на зимних Олимпийских играх 2010 прошли 16 и 18 февраля.
Все состязания прошли в Пасифик Колизиуме. В первый день с 16:15 до 20:45 по местному времени (UTC-8) была проведена короткая программа, а на следующий с 16:45 до 20:45 произвольная. В соревнованиях приняли участие 30 спортсменов из 20-ти стран мира. До исполнения произвольной программы были допущены 24 лучших по результатам короткой.
Олимпийский чемпион 2006 года и серебряный призёр Олимпиады-2002 Евгений Плющенко, после своей победы в Турине пропустивший три соревновательных сезона, вернулся и имел реальные шансы стать первым с 1952 года (после Дика Баттона) двукратным олимпийским чемпионом в мужском одиночном катании. Серебряный призёр Олимпиады-2006 швейцарец Стефан Ламбьель также принял участие.
После короткой программы три спортсмена — Плющенко, Эван Лайсачек и Дайсукэ Такахаси — имели примерно равные баллы и претендовали на золотую медаль. Такахаси стал в произвольной программе лишь пятым, заняв третье итоговое место. Катавшийся последним Плющенко проиграл произвольную программу, а с ней и общий зачёт, Лайсачеку в обеих оценках. Эта ситуация широко обсуждалась в прессе в связи с тем, что Лайсачек ограничился тройными прыжками, в то время как Плющенко прыгнул четверной. Тем не менее, речь о необъективном судействе не шла, выдвигались лишь предложения в будущем усилить роль технических элементов программы при выставлении оценок. Так, трёхкратный чемпион мира и двукратный призёр Олимпийских игр Элвис Стойко, освещающий фигурное катание для Yahoo! Sports, отрицательно отозвался на оценки судей. Возражения у Стойко вызвало то, что олимпийским чемпионом стал спортсмен, который даже не пытался прыгнуть четверной и не допустил грубых ошибок. По мнению Стойко, решение судей приведёт к откату фигурного катания назад и подтолкнёт спортсменов к отказу от четверных прыжков.
Американский спортсмен выиграл золотую медаль в мужском одиночном катании впервые с 1988 года, когда чемпионом стал Брайан Бойтано. Российские спортсмены выигрывали в этом виде программы непрерывно с 1994 года.

## Медалисты
| Золото            | Серебро                 | Бронза                  |
| Эван Лайсачек США | Евгений Плющенко Россия | Дайсукэ Такахаси Япония |

## Результаты
В произвольную программу проходят первые 24 по итогам короткой.
| Место | Спортсмены                 | Короткая программа | Короткая программа | Произвольная программа | Произвольная программа | Всего  |
| Место | Спортсмены                 | Результат          | Место              | Результат              | Место                  | Всего  |
| ----- | -------------------------- | ------------------ | ------------------ | ---------------------- | ---------------------- | ------ |
| 1     | Эван Лайсачек (USA)        | 90,30              | 2                  | 167,37                 | 1                      | 257,67 |
| 2     | Евгений Плющенко (RUS)     | 90,85              | 1                  | 165.51                 | 2                      | 256,36 |
| 3     | Дайсукэ Такахаси (JPN)     | 90,25              | 3                  | 156,98                 | 5                      | 247,23 |
| 4     | Стефан Ламбьель (SUI)      | 84,63              | 5                  | 162,09                 | 3                      | 246,72 |
| 5     | Патрик Чан (CAN)           | 81,12              | 7                  | 160,30                 | 4                      | 241,42 |
| 6     | Джонни Вейр (USA)          | 82,10              | 6                  | 156,77                 | 6                      | 238.87 |
| 7     | Нобунари Ода (JPN)         | 84.85              | 4                  | 153,69                 | 7                      | 238,54 |
| 8     | Такахико Кодзука (JPN)     | 79,59              | 8                  | 151,60                 | 8                      | 231,19 |
| 9     | Джереми Эбботт (USA)       | 69,40              | 15                 | 149,56                 | 9                      | 218,96 |
| 10    | Михал Бржезина (CZE)       | 78,80              | 9                  | 137,93                 | 11                     | 216,73 |
| 11    | Денис Тен (KAZ)            | 76,24              | 10                 | 135,01                 | 14                     | 211.25 |
| 12    | Флоран Амодьо (FRA)        | 75,35              | 11                 | 134,95                 | 15                     | 210,30 |
| 13    | Артём Бородулин (RUS)      | 72,24              | 13                 | 137,92                 | 12                     | 210,16 |
| 14    | Хавьер Фернандес (ESP)     | 68,69              | 16                 | 137,99                 | 10                     | 206,68 |
| 15    | Адриан Шультхайсс (SWE)    | 63,13              | 22                 | 137,31                 | 13                     | 200,44 |
| 16    | Бриан Жубер (FRA)          | 68,00              | 18                 | 132,22                 | 16                     | 200,22 |
| 17    | Кевин ван дер Перрен (BEL) | 72,90              | 12                 | 116,94                 | 18                     | 189,84 |
| 18    | Самуэль Контести (ITA)     | 70,60              | 14                 | 116,90                 | 19                     | 187,50 |
| 19    | Томаш Вернер (CZE)         | 65,32              | 19                 | 119,42                 | 17                     | 184,74 |
| 20    | Паоло Баккини (ITA)        | 64,42              | 20                 | 112,79                 | 22                     | 177,21 |
| 21    | Виктор Пфайфер (AUT)       | 60,88              | 23                 | 115,05                 | 20                     | 175,93 |
| 22    | Штефан Линдеманн (GER)     | 68,50              | 17                 | 103,48                 | 23                     | 171,98 |
| 23    | Вон Шипер (CAN)            | 57,22              | 24                 | 113,70                 | 21                     | 170,92 |
| 24    | Антон Ковалевский (UKR)    | 63,81              | 21                 | 102,09                 | 24                     | 165,90 |
| 25    | Ли Сон Чхоль (PRK)         | 56,60              | 25                 |                        |                        |        |
| 26    | Абзал Ракимгалиев (KAZ)    | 55,88              | 26                 |                        |                        |        |
| 27    | Грегор Урбас (SLO)         | 53,02              | 27                 |                        |                        |        |
| 28    | Пшемыслав Доманьский (POL) | 52,14              | 28                 |                        |                        |        |
| 29    | Золтан Келемен (ROU)       | 51,95              | 29                 |                        |                        |        |
| 30    | Ари-Пекка Нурменкари (FIN) | 44,62              | 30                 |                        |                        |        |

## Судейская бригада
Мужское одиночное катание на Олимпийских играх 2010 будут судить представители следующих стран:
| Судьи                     | 1                         | 2                         | 3                         | 4                         | 5                                                                    | 6                                                                    | 7                                                                    | 8                                                                    | 9                                                                    |
| Мужское одиночное катание | Мужское одиночное катание | Мужское одиночное катание | Мужское одиночное катание | Мужское одиночное катание | Мужское одиночное катание                                            | Мужское одиночное катание                                            | Мужское одиночное катание                                            | Мужское одиночное катание                                            | Мужское одиночное катание                                            |
| ------------------------- | ------------------------- | ------------------------- | ------------------------- | ------------------------- | -------------------------------------------------------------------- | -------------------------------------------------------------------- | -------------------------------------------------------------------- | -------------------------------------------------------------------- | -------------------------------------------------------------------- |
| SP:                       | Бельгия                   | Чехия                     | Франция                   | Италия                    | Япония                                                               | Польша                                                               | Словения                                                             | Украина                                                              | США                                                                  |
| FP:                       | Канада                    | Россия                    | Словакия                  | Швеция                    | 5 случайным образом выбранных судей из 9 судивших короткую программу | 5 случайным образом выбранных судей из 9 судивших короткую программу | 5 случайным образом выбранных судей из 9 судивших короткую программу | 5 случайным образом выбранных судей из 9 судивших короткую программу | 5 случайным образом выбранных судей из 9 судивших короткую программу |